# Hugo Berkhout
H.A. (Hugo) Berkhout (Beesd, 9 april 1974) is een Nederlands politicus. Hij was van 26 oktober 2020 tot en met 12 juni 2023 lid van de Eerste Kamer. Hij vertegenwoordigde daar Forum voor Democratie (FVD) tot hij in november uit die partij stapte. Later sloot hij zich aan bij JA21.

## Carrière
Berkhout is werkzaam in de financiële sector als valuataspecialist. Hij werkte na zijn universitaire studie in Amsterdam voor Delta Lloyd Bank als manager vastrentende waarden en als FX-trader. Naast zijn baan was hij tussen 2011 en 2019 zowel penningmeester van de Nederlandse afdeling van de financiële brancheorganisatie ACI Financial Markets Association als voorzitter van de treasurycommissie van het Dutch Securities Institute.
Tussen februari 2017 en maart 2019 was hij directeur van handel in ALM/liquiditeit/FX bij Amsterdam Trade Bank, een dochter van Alfa-Bank. Berkhout verliet dat bedrijf om voor het financieel-technologische bedrijf iSignthis te werken als hoofd van de afdeling treasury en financiële instellingen. Hij werkte en woonde in die periode in de Cypriotische gemeente Strovolos. Berkhout werd in november 2020 partner investeringen en treasurydiensten bij het Amsterdamse Kylla Corporate Transactions.

## Politiek
Berkhout zat in een adviescommissie om kandidaten te selecteren voor de lijst van Forum voor Democratie voor de Tweede Kamerverkiezingen 2017. Hij stond zelf op plaats 21. Berkhout werd in juni 2018 na de gemeenteraadsverkiezingen benoemd tot duoraadslid van de Amsterdamse gemeenteraad. Hij had op de elfde plaats gestaan op de kandidatenlijst, wat niet genoeg was voor een zetel. Vanwege zijn verhuizing naar Cyprus beëindigde Berkhout zijn duolidmaatschap van de raad in april 2019. Hij was lid van de commissie financiën en economische zaken.
Bij de Eerste Kamerverkiezingen van 2019 stond Berkhout op plaats zestien op de kandidatenlijst van Forum voor Democratie. Hij werd met voorkeurstemmen gekozen, maar besloot deze benoeming niet te aanvaarden. Zijn acht voorkeurstemmen waren afkomstig van de FVD-leden van de Staten van Noord-Holland. Volgens omroep NH hadden zij waarschijnlijk op Berkhout gestemd om te voorkomen dat de vijftiende kandidaat, Robert Baljeu, in de Eerste Kamer zou komen, aangezien hij de partij had verlaten.

### Senator
Berkhout werd op 26 oktober 2020 alsnog geïnstalleerd in de tijdelijke vacature (tot met 14 februari 2021) die ontstaan was door het zwangerschaps- en bevallingsverlof van Annabel Nanninga. Op 27 november 2020 kondigden Berkhout en drie andere FVD-senatoren aan hun lidmaatschap van de partij op te zeggen. Er was binnen de partij een crisis ontstaan toen in Het Parool een artikel was verschenen over extremistische denkbeelden binnen de jongerentak. In een verklaring meldde Bob van Pareren – ook namens Berkhout – dat hij geen lid wilde zijn van "een partij waarin van racisme, antisemitisme en nazisme geen afstand wordt genomen en kritiek niet gehoord wordt". Berkhout verliet de fractie van FVD officieel op 29 november 2020 en sloot zich aan bij de afsplitsing fractie-Van Pareren (vanaf februari 2021 fractie-Nanninga geheten). Hij werd ook de penningmeester van zijn fractie.
Berkhout werd op 15 december benoemd tot vast lid van de Eerste Kamer als opvolger van Paul Cliteur, die als gevolg van de crisis binnen FVD was opgestapt. Negen dagen later kondigde de fractie-Van Pareren aan dat zij zich zou aansluiten bij de nieuwe partij JA21, die was opgericht door twee politici die Forum voor Democratie hadden verlaten.
Bij de Eerste Kamerverkiezingen van 2023 stond Berkhout op de achttiende plaats van de JA21-lijst. Hierdoor werd hij niet herkozen, en verliet hij in juni 2023 de Eerste Kamer.

### Commissies
Berkhout was als tijdelijk senator lid van de volgende parlementaire commissies:
- Commissie voor Immigratie & Asiel / JBZ-Raad
- Commissie voor Infrastructuur, Waterstaat en Omgeving
- Commissie voor Koninkrijksrelaties
- Commissie voor Onderwijs, Cultuur en Wetenschap[12]

Als vast senator was hij lid van:
- Commissie voor Economische Zaken en Klimaat / Landbouw, Natuur en Voedselkwaliteit
- Commissie voor Financiën
- Commissie voor Koninkrijksrelaties
- Commissie voor Sociale Zaken en Werkgelegenheid[12]

## Privéleven
Berkhout is getrouwd en heeft een dochter.
- Parlement.com: vkyv9rrdswog